# Celtistică
Celtistica sau Celtologia este un grup de discipline academice referitor la limbile și civilizația celtică. Celtistica / celtologia include studiul limbilor celtice vechi și actuale: irlandeză, scoțiană, manx, bretonă, cornică, galeză, istoria populațiilor celtice și discipline referitoare la cultura și civilizația celtică. Se predă la universități din Europa și America (SUA).